# Daniel Schwartz
Pour les articles homonymes, voir Schwartz.
Daniel Schwartz, né le 30 janvier 1917 à Paris, où il est mort le 6 septembre 2009, est polytechnicien (X 37) et  professeur de biostatistique à la faculté de médecine de Paris XI, commandeur de la Légion d’Honneur et correspondant de l'Académie des sciences. Il a introduit les méthodes de la statistique dans le monde médical français.

## Famille
Daniel Schwartz appartient à la famille Debré, famille d'origine juive et alsacienne, imprégnée de culture scientifique : sa mère, Claire Debré, est la sœur du pédiatre Robert Debré et la tante de Michel Debré, ancien premier ministre et l'un des auteurs de la Constitution de la Ve République. Son père, Anselme Schwartz, également apparenté à la famille Debré, est chirurgien, membre de l'Académie de chirurgie. Daniel est le frère de Laurent Schwartz, mathématicien et médaille Fields et de Bertrand Schwartz, directeur de l'École des mines de Nancy et impliqué dans la création des Missions locales pour l'insertion professionnelle et sociale des jeunes. Par son mariage avec Yvonne Berr, Daniel est apparenté à Raymond Berr.
Son fils aîné Maxime Schwartz est directeur honoraire de l'Institut Pasteur.

## Carrière
Après des études à l'École polytechnique (1937-1939), Daniel Schwartz a été d'abord ingénieur affecté au service de recherches biologiques à la Seita et devient chef des services statistiques à l'Institut Gustave-Roussy et maître de recherches à l'INH (1959-1962). Il introduit la méthode statistique dans la recherche clinique. C'est lui qui est à l'origine en France dès 1960, du développement des essais thérapeutiques, à la suite des méthodologistes anglais. Il est ensuite directeur de recherche à l'INH (devenu l'INSERM en 1964). Il fonde le Centre d'enseignement de la statistique appliquée à la médecine et à la biologie médicale (Cesam). Il devient en 1968 professeur à la faculté de médecine Paris XI-Orsay, et développe la biostatistique dans l'univers médical français.

## Décoration
- Commandeur de la Légion d'honneur[5]